# Saint-Germain-Chassenay
Saint-Germain-Chassenay è un comune francese di 366 abitanti situato nel dipartimento della Nièvre nella regione della Borgogna-Franca Contea. È attraversato dal fiume Acolin.

## Società

### Evoluzione demografica
Abitanti censiti